# R. ursinus × idaeus
Rubus ursinus × idaeus "boysenberry", boysenberi, zarza boysen, boysena o zarza de Boysen es una variedad de zarza.

## Historia
Las boysenberis son híbridos de la zarzamora común (Rubus fruticosus) y la zarza logana (Rubus × loganobaccus)
Las frutas son bayas de unos 8 gramos la unidad y con semillas grandes y colór de vino tinto-castaño
A fines de los años 1920, George McMillan Darrow del Departamento de Agricultura de los Estados Unidos comenzó a investigar rumores de una baya grande de colór rojiza-morada que se criaba en una granja del señor Rudolph Boysen en el norte de California Darrow le pidió ayuda a Walter Knott, un granjero de California Meridional el cual era conocido como experto en las bayas. Knott jamás había oído de la nueva baya pero quedó en acuerdo con Darrow para buscarla.
Darrow y Knott aprendieron que Boysen había abandonado sus experimentos hacía varios años y que había vendido su terreno. Enfrentando la situación sin altos, Darrow y Knott se dirigieron a la antigua granja de Boysen donde descubrieron varias viñas débiles entre un mar de malezas. Trasplantaron las viñas a la granja de Knott en Buena Park (California) y las cuidaron hasta que se mejoraran y produjeran más fruta. Walter Knott fue el primero en cultivar la baya comercialmente en California meridional.
Comenzó a vender las bayas en su puesto al lado de su granja en 1932 y se fijó que el público regresaba a comprar sus grandes sabrosas bayas. Cuando le preguntaban cómo se llamaban, Knott les decía que eran zarzas de Boysen, un tributo a su inventor.
 
El pequeño negocio de pasteles ingleses y restaurante de Knott lentamente se convirtió en Knott's Berry Farm. A medida que creció la popularidad de las frutas, la señora Knott comenzó a vender preservas las cuales evolucionaron en una marca de mermeladas «Knott's Berry Farm Famous (las famosas de la granja de los Knott).»